# Лауксмин, Сигизмунд
Сигизму́нд Ла́уксмин (Жигимантас Ляуксминас, лат. Sigismundus Lauxmin; лит. Žygimantas Liauksminas; пол. Zygmunt Lauxmin; род. 1596 или 1597, Жмудь — 11 сентября 1670, Вильно) — литовский теолог, философ, теоретик музыки и риторики, родоначальник литовского музыковедения; один из первых литовцев профессоров Вильнюсского университета. 

## Биография
Иезуит (1616). В 1618—1619 годах изучал риторику в коллегии в Пултуске. Обучался в Академии и университете виленском Общества Иисуса философии (1619—1621), затем теологии (1625—1629). В 1631—1635 годах в коллегиях Полоцка и Несвижа преподавал риторику. Затем в Академии и университете виленском преподавал философию (1635—1638), потом теологию (1638—1642). Профессор (1635), доктор теологии (1642). С 1642 по 1644 год преподавал философию в коллегии в Браунсберге (ныне Бранево).
В ордене иезуитов исполнял обязанности вице-провинициала Литовской иезуитской провинции, был заместителем провинциала, участвовал в генеральных конгрегациях в Риме (1652, 1661). Был ректором коллегии в Крожах (1661—1665), затем вице-ректором Академии и университета Виленского  (1665—1658), подканцлером. 
Имя Лауксмина носит одна из небольших улиц в центре Вильнюса (улица Ж. Ляуксмино, Ž. Liauksmino gatvė).

## Труды
Автор богословских трудов „Demonstratio Catholicae Ecclesiae“ (1643; третье издание 1648), „Theologia ecclesiastica“ (1665, второе издание 1675). Написал первую на территории Речи Посполитой оригинальную грамматику древнегреческого языка „Epitome instutionem linguae graecae“ (1655). 
Наиболее выдающимся сочинением Лауксмина считается трактат об ораторской практике и искусстве риторики „Praxis oratoria sive praecepta artis rhetoricae“ (1648). В книгу включены практические советы и образцы речей. В своём труде учёный, опираясь на труды Аристотеля, Цицерона, Квинтилиана, осуждает недостатки барочного стиля с его помпастикой, неясностью выражений, макаронизмами и выдвигает достоинства рациональной мысли и ясного изложения. Приложение к книге „Medulla dialectica“ («Ядро диалектики»; другой вариант перевода названия — «Душа диалектики») представляет собой введение в схоластическую логику. Трактат широко использовался в учебных заведениях иезуитов, неоднократно переиздавался — в Мюнхене (1648), Франкфурте-на-Майне (1666), Кёльне (1680, 1705, 1707, 1717), Вюрцбурге (1690), Праге (1710), Вене (1720), Кошице (1732). В качестве учебного пособия сохранял свою актуальность до середины XVIII века.
Лауксмин издал первый в Литве учебник музыки „Ars et praxis musica“ (1667, второе издание 1693; литовский перевод 1977). Помимо того, написал несколько стихотворений на древнегреческом языке, панегирик королю Владиславу IV Вазе, проповеди. Сохранились рукописи неизданных богословских трактатов „Tractatus de Deo Uno“, „Tractatus theologicae de jure et justitia“.